# Роял Лемингтън Спа
Роял Лемингтън Спа (на английски: Royal Leamington Spa) е град в западна Англия, част от графство Уорикшър. Населението му е около 56 000 души (2011).
Разположен е на 68 метра надморска височина в областта Дънсмор и Фелдън, непосредствено на изток от Уорик и на 34 километра югоизточно от центъра на Бирмингам. Селището се споменава за пръв път през 1086 година и е малко село до началото на XIX век, когато започва да се развива като балнеологичен курорт.

## Известни личности
Родени в Роял Лемингтън Спа
- Алистър Кроули (1875-1947), окултист
- Дейвид Хобс (р. 1939), автомобилен състезател
- Робин Холоуей (р. 1943), композитор